# Luigi Canali (Skispringer)
Luigi Canali (geb. vor 1915) war ein italienischer Skispringer.
1915 gewann Canali den italienischen Meistertitel im Skispringen vor Dionisio Matli und Nino Castelli.